# Магдалена Сибила фон Саксония-Вайсенфелс (1673–1726)
Магдалена Сибила фон Саксония-Вайсенфелс (на немски: Magdalene Sibylle von Sachsen-Weissenfels; * 3 септември 1673, Хале; † 28 ноември 1726, Айзенах) от рода на Албертинските Ветини, е принцеса от Саксония-Вайсенфелс и чрез женитба херцогиня на Саксония-Айзенах (1708 – 1726).

## Живот
Тя е най-голямото дете на херцог Йохан Адолф I фон Саксония-Вайсенфелс (1649 – 1697) и съпругата му Йохана Магдалена фон Саксония-Алтенбург (1656 – 1686), дъщеря на херцог Фридрих Вилхелм II фон Саксония-Алтенбург и втората му съпруга Магдалена Сибила Саксонска.
Магдалена Сибила се омъжва на 28 юли 1708 г. във Вайсенфелс за херцог Йохан Вилхелм фон Саксония-Айзенах (1666 – 1729). Тя е третата му съпруга.
Тя умира на 28 ноември 1726 г. на 53 години в Айзенах и е погребана в княжеската гробница на църквата „Св. Георг“ в Айзенах.

## Деца
Магдалена Сибила и Йохан Вилхелм фон Саксония-Айзенах имат три деца:
- Йохана Магдалена София (1710 – 1711)
- Христиана Вилхелмина (1711 – 1740), омъжена в Айзенах на 26 ноември 1734 г. за княз Карл фон Насау-Узинген (1712 – 1775)
- Йохан Вилхелм (1713)